# 職業訓練指導員 (西洋料理科)
職業訓練指導員 (西洋料理科)（しょくぎょうくんれんしどういん せいようりょうりか）は、職業訓練指導員免許のうちの1つ。厚生労働省管轄。

## 受験資格
- 職業訓練指導員免許の受験資格と試験免除を参照。
- 調理技能士は、実技および関連学科の試験が免除される。
- 以下に該当する者は受験資格がない（職業能力開発促進法第28条5項）。
  - 心身の故障により職業訓練指導員の業務を適正に行うことができない者として厚生労働省令で定めるもの
  - 禁錮以上の刑に処せられた者
  - 職業訓練指導員免許の取消しを受け、当該取消しの日から2年を経過しない者

## 試験科目
学科試験
1. 指導方法（職業訓練原理、教科指導法、訓練生の心理、生活指導及び職業訓練関係法規）
2. 関連学科

- 系基礎学科
  - 調理学（調理学、栄養学、食品学、食品管理学、食文化）
  - 食品衛生（公衆衛生学、食品衛生学、関係法規）
  - 安全衛生（安全管理、衛生管理）
- 専攻学科
  - 料理（西洋料理史、西洋料理の特徴、調理法、材料、調理器具使用法）

実技試験
1. 西洋料理